# 何根海
何根海（1963年10月—），安徽枞阳人，曾任池州学院党委书记。

## 生平
1986年7月毕业于安徽师范大学历史系，分配至池州师范专科学校（池州学院前身）工作。1990年至1991年在华东师范大学硕士生课程班学习。1998年至1999年在北京师范大学做访问学者。1995年破格晋升副教授，2000年破格晋升教授，2003年被评为安徽省高校学科拔尖人才。2000年起历任池州师范专科学校副校长、校长，2007年任池州学院院长，后转任池州学院党委书记。
2001年以来先后被聘为铜陵学院兼职教授、安庆师范学院讲席教授、安徽师范大学兼职研究员，是安徽省政协委员，并兼任池州市社科联副主席、青联副主席、池州市戏剧家协会名誉主席。2017年3月13日，因涉嫌严重违纪接受组织审查。
2018年11月8日，淮北市中级人民法院对何根海涉嫌贪污受贿一审判处有期徒刑六年，并处罚金人民币六十万元，并追缴违法所得人民币二百二十余万元。